# Zápas na Letních olympijských hrách 1968 – muži, volný styl do 57 kg
Zápas ve volném stylu v bantamové váze na Letních olympijských hrách 1968 v Mexiku probíhal od 17. do 20. října. O medaile se utkalo 21 zápasníků.

## Turnajové výsledky
Byl použit systém eliminace zápornými body. Zápasník, který nasbíral 6 negativních bodů, byl vyřazen z dalších bojů. Když zůstali v turnaji poslední tři, rozhodlo o jejich konečném pořadí speciální finálové kolo. 
Legenda
- DNA — Nenastoupil
- TPP — Celkem trestných bodů
- MPP — Trestných bodů v zápase

Penalizace
- 0 — Lopatkové vítězství, vítězství pro pasivitu, zranění, nebo diskvalifikaci protivníka
- 0.5 — Vítězství pro technickou převahu
- 1 — Vítězství na body
- 2 — Remíza
- 2.5 — Remíza, pasivita
- 3 — Prohra na body
- 3.5 — Prohra pro technickou převahu soupeře
- 4 — Lopatková prohra, prohra z důvodu pasivity, zranění, nebo diskvalifikace

### Kolo 1
| TPP | MPP |                         | Score     |                          | MPP | TPP |
| --- | --- | ----------------------- | --------- | ------------------------ | --- | --- |
| 0   | 0   | Herbert Singerman (CAN) | TF / 5:02 | Rogelio Famatid (PHI)    | 4   | 4   |
| 1   | 1   | Hasan Sevinç (TUR)      |           | Simeon Šutev (YUG)       | 3   | 3   |
| 3   | 3   | Chang Kyung-Mu (KOR)    |           | Ivan Šavov (BUL)         | 1   | 1   |
| 4   | 4   | Marco Terán (ECU)       | TF / 2:47 | Jodžiro Uetake (JPN)     | 0   | 0   |
| 1   | 1   | Zbigniew Żedzicki (POL) |           | Horst Mayer (GDR)        | 3   | 3   |
| 1   | 1   | Pekka Alanen (FIN)      |           | Nicolae Cristea (ROU)    | 3   | 3   |
| 4   | 4   | Moises López (MEX)      | DQ        | Ali Alijev (URS)         | 0   | 0   |
| 3   | 3   | Ahmad Djan (AFG)        |           | Bazaryn Sükhbaatar (MGL) | 1   | 1   |
| 0.5 | 0.5 | Aboutaleb Talebi (IRI)  |           | Javier Raxon (GUA)       | 3.5 | 3.5 |
| 3   | 3   | Sardar Mohammad (PAK)   |           | Donald Behm (USA)        | 1   | 1   |
| 0   |     | Bishambar Singh (IND)   |           | Bye                      |     |     |

### Kolo 2
| TPP | MPP |                          | Score     |                         | MPP | TPP |
| --- | --- | ------------------------ | --------- | ----------------------- | --- | --- |
| 0.5 | 0.5 | Bishambar Singh (IND)    |           | Herbert Singerman (CAN) | 3.5 | 3.5 |
| 2   | 1   | Hasan Sevinç (TUR)       |           | Chang Kyung-Mu (KOR)    | 3   | 6   |
| 7   | 4   | Simeon Šutev (YUG)       | TF / 9:00 | Ivan Šavov (BUL)        | 0   | 1   |
| 8   | 4   | Marco Terán (ECU)        | TF / 2:10 | Zbigniew Żedzicki (POL) | 0   | 1   |
| 0   | 0   | Jodžiro Uetake (JPN)     | TF / 1:43 | Horst Mayer (GDR)       | 4   | 7   |
| 4.5 | 3.5 | Pekka Alanen (FIN)       |           | Moises López (MEX)      | 0.5 | 4.5 |
| 6   | 3   | Nicolae Cristea (ROU)    |           | Ali Alijev (URS)        | 1   | 1   |
| 6   | 3   | Ahmad Djan (AFG)         |           | Aboutaleb Talebi (IRI)  | 1   | 1.5 |
| 4   | 3   | Bazaryn Sükhbaatar (MGL) |           | Sardar Mohammad (PAK)   | 1   | 4   |
| 7.5 | 4   | Javier Raxon (GUA)       | TF / 6:20 | Donald Behm (USA)       | 0   | 1   |
| 4   |     | Rogelio Famatid (PHI)    |           | DNA                     |     |     |

### Kolo 3
| TPP | MPP |                         | Score     |                          | MPP | TPP |
| --- | --- | ----------------------- | --------- | ------------------------ | --- | --- |
| 1.5 | 1   | Bishambar Singh (IND)   |           | Hasan Sevinç (TUR)       | 3   | 5   |
| 7.5 | 4   | Herbert Singerman (CAN) | TF / 1:08 | Ivan Šavov (BUL)         | 0   | 1   |
| 1   | 1   | Jodžiro Uetake (JPN)    |           | Zbigniew Żedzicki (POL)  | 3   | 4   |
| 8   | 3.5 | Pekka Alanen (FIN)      |           | Ali Alijev (URS)         | 0.5 | 1.5 |
| 8.5 | 4   | Moises López (MEX)      | TF / 9:52 | Bazaryn Sükhbaatar (MGL) | 0   | 4   |
| 2.5 | 1   | Aboutaleb Talebi (IRI)  |           | Sardar Mohammad (PAK)    | 3   | 7   |
| 1   |     | Donald Behm (USA)       |           | Bye                      |     |     |

### Kolo 4
| TPP | MPP |                         | Score |                          | MPP | TPP |
| --- | --- | ----------------------- | ----- | ------------------------ | --- | --- |
| 1.5 | 0.5 | Donald Behm (USA)       |       | Bishambar Singh (IND)    | 3.5 | 5   |
| 7.5 | 2.5 | Hasan Sevinç (TUR)      |       | Ivan Šavov (BUL)         | 2.5 | 3.5 |
| 3   | 2   | Jodžiro Uetake (JPN)    |       | Ali Alijev (URS)         | 2   | 3.5 |
| 5   | 1   | Zbigniew Żedzicki (POL) |       | Bazaryn Sükhbaatar (MGL) | 3   | 7   |
| 2.5 |     | Aboutaleb Talebi (IRI)  |       | Bye                      |     |     |

### Kolo 5
| TPP | MPP |                        | Score |                         | MPP | TPP |
| --- | --- | ---------------------- | ----- | ----------------------- | --- | --- |
| 3.5 | 1   | Aboutaleb Talebi (IRI) |       | Donald Behm (USA)       | 3   | 4.5 |
| 8.5 | 3.5 | Bishambar Singh (IND)  |       | Jodžiro Uetake (JPN)    | 0.5 | 3.5 |
| 4.5 | 1   | Ivan Šavov (BUL)       |       | Zbigniew Żedzicki (POL) | 3   | 8   |
| 3.5 |     | Ali Alijev (URS)       |       | Bye                     |     |     |

### Kolo 6
| TPP | MPP |                      | Score |                        | MPP | TPP |
| --- | --- | -------------------- | ----- | ---------------------- | --- | --- |
| 5.5 | 2   | Ali Alijev (URS)     |       | Aboutaleb Talebi (IRI) | 2   | 5.5 |
| 5.5 | 1   | Donald Behm (USA)    |       | Ivan Šavov (BUL)       | 3   | 7.5 |
| 3.5 |     | Jodžiro Uetake (JPN) |       | Bye                    |     |     |

### Kolo 7
| TPP | MPP |                      | Score |                        | MPP | TPP |
| --- | --- | -------------------- | ----- | ---------------------- | --- | --- |
| 5.5 | 2   | Jodžiro Uetake (JPN) |       | Aboutaleb Talebi (IRI) | 2   | 7.5 |
| 8.5 | 3   | Ali Alijev (URS)     |       | Donald Behm (USA)      | 1   | 6.5 |

## Finálové pořadí
1. Jodžiro Uetake (JPN)
2. Donald Behm (USA)
3. Aboutaleb Talebi (IRI)
4. Ali Alijev (URS)
5. Ivan Šavov (BUL)
6. Zbigniew Żedzicki (POL)